# Lou Bouhraoua
Pas d'image ? Cliquez ici

a Compétitions nationales et continentales officielles uniquement.

b Matchs officiels uniquement.
Dernière mise à jour le 24 décembre 2017.
Lou Bouhraoua, né le 3 novembre 1991 à Châteaudun, est un joueur international algérien de rugby à XV et international français de rugby à 7 qui évolue au poste d'ailier ou demi de mêlée au sein de l'effectif de l'AC Bobigny 93 Rugby.

## Biographie

### En club
- 2009 - 2012 : Racing métro 92 (espoirs)
- 2012-2014 : ASM Clermont Auvergne (Espoirs)
- SCAlbi (Champion de France Espoirs)
- 2014-2015 : Montluçon rugby (fédérale 1)
- 2015-2016 : US Bergerac (fédérale 1)
- 2016-0000 : AC Bobigny (fédérale 1)
- 2020-2021 : Stade Français Paris Sevens (in extenso super seven )

### En équipe nationale
Il a honoré sa première cape internationale en équipe d'Algérie le 6 juin 2015 contre l'équipe du Kazakhstan lors du Crescent Cup Rugby Championship en (Malaisie).[réf. nécessaire]
International avec l’équipe de France de rugby 7 et l’équipe de France universitaire

## Statistiques en équipe nationale
- International algérien : 9 sélections depuis 2015.
- Sélections par année : 4 en 2015, 2 en 2016, 3 en 2017.

## Palmarès

### En sélection
- Champion d’Afrique Bronze Cup 2017.